# Casa Aymat
La Casa Aymat és un edifici del municipi de Sant Cugat del Vallès (Vallès Occidental) que forma part de l'Inventari del Patrimoni Arquitectònic de Catalunya. En aquest obrador treballà l'artista Tomàs Aymat (1920-1944). Va ser la seu del Museu del Tapís Contemporani fins al seu trasllat definitiu a la masia de Cal Quitèria com a Centre Grau-Garriga d'Art Tèxtil Contemporani.

## Descripció
La Casa Aymat, és l'edifici amb el que popularment es coneix l'antiga manufactura de catifes i tapissos Aymat, un negoci de catifes que va explorar les possibilitats dels tapís basant-se en els models artístics que van transcórrer a Catalunya des del 1926 fins al 1981, data del seu tancament definitiu.
Amb la nova configuració de l'equipament, conviuran durant un temps els tallers d'art, abans ubicats a la Casa Mònaco, amb l'exposició permanent de tapís contemporani, després trasllats l'any 2019 a Cal Quitèria.
La casa i l'obrador estan dins del conjunt de la fàbrica Aymat de tapissos. Aquest edifici fou bastit segons un projecte de xalet o casa familiar i obrador annex. És un xalet tradicional amb una bella façana formada per relleus d'obra i arrebossat d'inspiració clàssica que es componen amb coberta a dues aigües de l'edifici i el frontó davanter. L'interior és de notable decoració, singularment les motllures que emmarquen les portes els sostres ornamentals i l'escala d'accés al pis i el paviment. La casa té adossat l'obrador que és una nau industrial, construïda recolzada en un pòrtic de tres arcs de mig punt, sobre pilars, que supleixen l'encavallada formant un espai interromput pels plans de les arcades.